# Universität der Künste Helsinki

Universität der Künste Helsinki, Hauptgebäude (2021)

Die Universität der Künste Helsinki (finnisch Taideyliopisto; schwedisch Konstuniversitetet; englisch University of Arts Helsinki, Abkürzung Uniarts Helsinki) ist eine Kunsthochschule in Helsinki, Finnland.
Die Universität der Künste wurde 2013 gegründet und ging aus der Finnischen Akademie der Künste (gegründet 1848), der Sibelius-Akademie (gegründet 1882) und der Theaterakademie Helsinki (gegründet 1866; neugegründet 1979) hervor. Studienangebote gibt es in den Bereichen Bewegtbild, Malerei, Fotografie, Druckgrafik, orts- und situationsspezifische Kunst und Skulptur.